# Saitō Chikudō
Saitō Chikudō est un nom japonais traditionnel ; le nom de famille (ou le nom d'école), Saitō, précède donc le prénom (ou le nom d'artiste).
Saitō Chikudō (斉藤 竹堂), 11 novembre 1815 - 11 avril 1852 est un confucéen, historien et poète japonais. Son vrai nom est Kaoru (馨) et son nom de plume est Chikudō (竹堂) ou Bōyōshi (茫洋子).

## Biographie
Chikudō est né à Mutsukoku-Tōdagun-Numabemura（à présent Ōsaki, préfecture de Miyagi). il étudie auprès de Ōtsuki Heisen et Masujima Ran-en. Chikudō entre au Yushima Seidō  où il apprend et enseigne la poésie chinoise et sert de maître de maison. Il est proche des célébrités de l'époque, par exemple Ōtsuki Bankei, Hagura Kandō, Saitō Totsudō et Shinozaki Shōchiku. Rai Mikisaburō est le cadet de Chikudōà Yushima Seidō et un de ses amis.
En 1845, il retourne une fois dans sa région d'origine et s'installe à Edo avec sa femme et sa mère. Il ouvre une école libre à Shimotani Aioicho (de nos jours Aioichō, Tokyo）. Cette école est populaire et il est reconnu. Le seigneur du domaine de Sendai souhaite employer Chikudō comme professeur de confucianisme mais Chikudō meurt avant que ne soit prise la décision. Il est alors âgé de 38 ans. 

## Œuvres
Chikudō écrit la plupart de ses poèmes et de sa prose en chinois classique. Ses centres d'intérêt sont étendus, il connaît l'histoire des pays occidentaux et se sert de Noé, l'histoire de Babylone, d'Alexandre le Grand, d'Aristote, de Napoléon et de George Washington comme thèmes de ses poèmes.

## Source de la traduction
- (en) Cet article est partiellement ou en totalité issu de l’article de Wikipédia en anglais intitulé « Saitō Chikudō » (voir la liste des auteurs).